# Musculus levator labii superioris
De musculus levator labii superioris is een spier die loopt van onder de oogkas naar de bovenlip. De precieze oorsprong is de margo infraorbitalis en aangrenzend deel van de processus zygomaticus maxillae en komt voort uit de massa van musculus orbicularis oculi. en kent als aanhechting de bovenlip. De musculus levator labii superioris wordt geïnnerveerd door de nervus facialis. Het deel labii superioris in de naam staat voor van de bovenlip; deze spier trekt namelijk de bovenlip omhoog.